# لويس كوندومي
لويس كوندومي (بالإسبانية: Luis Condomi)‏ هو لاعب كرة قدم أرجنتيني في مركز الوسط، ولد في 19 ديسمبر 1948 في بوينس آيرس في الأرجنتين، وتوفي في 26 ديسمبر 2014 في المكسيك. لعب مع كوبان إمبيريال ونادي أكويلا.